# NGC 7400
NGC 7400 ist eine Spiralgalaxie vom Hubble-Typ Sbc im Sternbild Kranich am Südsternhimmel. Sie ist schätzungsweise 133 Millionen Lichtjahre von der Milchstraße entfernt und hat einen Durchmesser von etwa 120.000 Lj.
Die Typ-Ia-Supernova SN 2002ge wurde hier beobachtet.
Das Objekt wurde am 6. September 1834 von John Herschel entdeckt.